# MIM-72 Chaparral
Das MIM-72 Chaparral ist ein US-amerikanisches Kurzstrecken-Flugabwehrraketensystem. Die Bezeichnung M-48 Chaparral bezieht sich auf das Startfahrzeug, die Lenkwaffen werden als MIM-72 bezeichnet.

## Entstehungsgeschichte
In den 1960er-Jahren verhandelten Großbritannien und die USA ergebnislos über die Einführung eines gemeinsamen Kurzstrecken-Luftabwehrraketensystems mit der Bezeichnung MIM-46 Mauler, das von technischen Problemen geplagt war und die Erwartungen nicht erfüllt hatte. In der Folge wurden separate Lösungen verwirklicht. Während die Briten mit dem Rapier-System eine völlige Neukonstruktion entwickelten, versuchten die US-Amerikaner, ein bereits bestehendes System für den Boden-Luft-Einsatz tauglich zu machen – das Ergebnis war das Chaparral-System. Weiter entstand auch die Ausführung RIM-72 Sea Chaparral für den Einsatz ab Schiffen.
Das System wurde 1998 von den US-Streitkräften ausgemustert, aber bei den Exportkunden ist die MIM-72 z. T. noch im Einsatz. Um für diese die Lebensdauer der Lenkflugkörper auszudehnen, wurden vom Zulieferer der Raketenmotoren, Orbital ATK, 800 Ersatzmotoren im Jahr 2008 und 1384 im Jahr 2012 nachgebaut und geliefert.

## Technik
Als Basis für den Chaparral-Lenkflugkörper dient eine für den Boden-Luft-Einsatz modifizierte Luft-Luft-Rakete AIM-9 Sidewinder. Vier Chaparral-Lenkflugkörper werden auf das Chassis des Mannschaftstransportwagens M113 montiert, das zudem acht weitere Lenkflugkörper zum Nachladen mitführen kann. Ursprünglich wurde der Lenkflugkörper auf das anfliegende Ziel gerichtet und abgefeuert, nachdem der IR-Suchkopf auf das Ziel aufgeschaltet hatte. In den 1980er-Jahren wurde ein Feuerleitradar hinzugefügt, um Ziele auch bei schlechter Sicht bekämpfen zu können. Ein zusätzliches Suchradar wurde auf einem separaten M-48-Fahrzeug mitgeführt.

## Nutzer
- Ägypten – 50
- Chile – unbekannte Anzahl
- Ecuador – 18
- Griechenland – 37
- Israel – 52
- Kolumbien – 5
- Marokko – 37
- Portugal – 5
- Taiwan – 45
- Tunesien – 26
- Vereinigte Staaten – unbekannte Anzahl

Quellen: